# Congal I Clairingnech
Congal I Clairingnech („z Broad Nails”) lub Congal I Claroinech („z Płaską Twarzą”) – legendarny król Ulaidu z dynastii Milezjan (linia Ira, syna Mileda) w latach 72-57 p.n.e. oraz zwierzchni król Irlandii w latach 60-57 p.n.e. Młodszy syn Rudraige’a I Mora („Wielkiego”) mac Sithrige, króla Ulaidu i zwierzchniego król Irlandii.
Informacje o nim czerpiemy ze źródeł średniowiecznych, które są rozbieżne, co do lat jego panowania. Roczników Czterech Mistrzów podały piętnaście, a Księga najazdów Irlandii („Lebor Gabála Érenn”) podała szesnaście lat rządów nad Irlandią. Zaś według „Laud Misc. 610” Congal panował czternaście lat nad Ulaidem, notując na jego temat: Congal m[a]c Rudraige .xiiii. blī[adn]a (fol. 107 a 34). Tutaj błędnie umieszczono go na liście. Powinien być po Eochaidzie Salbuide, a nie po swym bracie Bressalu Bodiobadzie, zmarłym trzy lata wcześniej. Congal po piętnastu latach zajął zwierzchni tron Irlandii, po pokonaniu i zabiciu swego poprzednika, Lugaida IV Luaigne'a, w bitwie. W ten sposób zemścił się za śmierć swego brata Bressala. Congal, po trzech latach rządów nad Irlandią, zginął z ręki Duacha Dallty Dedada („Przybranego Syna Dedada”), mściciela śmierci dziadka. Ten objął tylko zwierzchni tron irlandzki, bowiem Ulaid przeszedł na bratanka zabitego, Fachtnę Fathacha („Rozważnego”).
Congal miał żonę o imieniu Beiuda, która była córką Amlaffa, króla Lochlann (Norwegia). Pozostawił po sobie syna i druida Cathbada, ojca słynnego króla Ulaidu Conchobara mac Nessa. Miał także przybranego syna Cairbre’a Congancnesacha, który był synem Cairbre’a Croma, króla Bregii Meath.